# Pałątka pospolita
Pałątka pospolita (Lestes sponsa) – gatunek owada z rzędu ważek należący do podrzędu ważek równoskrzydłych i rodziny pałątkowatych (Lestidae). 
Długość ciała 37 mm, rozpiętość skrzydeł 46 mm. Ubarwienie w części grzbietowej ciemnozielone z metalicznym połyskiem. Spód ciała samców jest jasnobłękitny, segmenty odwłoka S1, S2, S9 i S10 w całości opylone na niebiesko woskowym, pudrowym nalotem, który ściera się wraz z wiekiem. Spód samic matowy, jasnozielony (inne źródło podaje, że białawy), w młodym wieku niemal słomkowy. Dorosłe samce mają niebieskie oczy, młodociane – beżowe, oczy samic są jasnobrązowe. U samic zwykle nie występuje charakterystyczna dla samców barwa niebieska, choć zdarzają się samice androchromatyczne (czyli podobne do samców), które ją mają.
Pałątka pospolita występuje w środkowej i północnej Europie do północnej Azji, do wysokości 1200 metrów. W europejskiej części zasięgu swojego występowania jest najczęściej występującą ważką. Łatwo przystosowuje się do różnych warunków otoczenia. Aby złożyć jaja wystarczy jej jakikolwiek zbiornik wody stojącej z roślinnością podwodną. W całym zasięgu zimują jaja składane przez samicę w łodygach turzyc (Carex) lub innych roślin wodnych.